# Дол-при-Шмарю
Дол-при-Шмарю (словен. Dol pri Šmarju) — поселення в общині Шмарє-при-Єлшах, Савинський регіон, Словенія. 
Висота над рівнем моря: 243,3 м.